# Porta dels Països Catalans
La Porta dels Països Catalans, obra de l'escultor Emili Armengol, marca l'inici dels Països Catalans en el terme comunal de Salses (Catalunya del Nord).
Està situada molt a la vora de l'autopista La catalana, però no pròpiament al lloc que correspondria, sinó quasi 4 quilòmetres terres catalanes endins.
Després de més de 20 anys d'haver-se'n iniciat el projecte, la Porta dels Països Catalans (iniciativa militant i ciutadana; no gaire ajudada o oficialment frenada –o prohibida– segons els anys i les persones), que es pot veure passant per l'autopista, es va inaugurar el diumenge 28 de setembre del 2003, al nord de Salses. La seua concepció i execució va ser obra de la Unió per una Regió Catalana, impulsada per Armand Samsó.
La visió aèria del monument recorda una falç, al·ludint clarament al cant dels Segadors.
El característic portal de la masia catalana, representat per una gran arcada d'acer Corten, és la idea general d'aquest volum. És travessat per quatre talls verticals disposats com l'aire entre els dits d'una mà, al·legoria de les quatre barres de la senyera catalana. Aquestes incisions, o portes, realitzades en acer inoxidable, estan orientades de tal manera que permeten el pas de qualsevol direcció de la Rosa dels Vents «per a simbolitzar la nostra actitud respectuosa i d'acolliment a persones i cultures de tot arreu».